# Long 정수형
C/C++ 프로그래밍 언어에서 정수형 변수 int을 사용한다. int는 CPU에 따라 16비트 또는 32비트 정수형이 된다. 보통 8비트 CPU는 int가 16비트를 많이 사용하지만, x86, ARM 등의 32비트 CPU는 32비트 정수형 변수가 된다. int가 32비트 인 CPU 컴파일러를 사용 할때, 64비트 정수형이 필요하다면 long long int을 사용한다. C99의 정수형 표준을 따르지 않는 일부 컴파일러는 long int만으로는 64비트를 지원하지 않으므로 주의 해야 한다. long long 을 사용할 때도 오래된 버전의 컴파일러에서는 지원하지 않는 경우도 있으므로 주의 해야 한다. 8비트 CPU의 경우 int 만으로는 주로 16비트만을 지원하므로 32비트가 필요하다면 long int을 사용한다.
이와 같이 long을 사용할 때는 상황에 따라 다르므로 컴파일러의 성능을 확인해야 한다.